# Erzbistum Castries
Das Erzbistum Castries (lat.: Archidioecesis Castriensis) ist eine in Saint Lucia gelegene römisch-katholische Erzdiözese mit Sitz in Castries. Es umfasst den Staat Saint Lucia.

## Geschichte
Papst Pius XII. gründete das Bistum Castries am 20. Februar 1956 aus Gebietsabtretungen des Erzbistums Port of Spain und unterstellte es diesem als Suffraganbistum. Am 18. November 1974 erhob es Paul VI. zur Erzdiözese.

## Ordinarien

### Bischof von Castries
- Charles Alphonse Gachet FMI (14. Januar 1957 – 18. November 1974)

### Erzbischöfe von Castries
- Patrick Webster OSB (18. November 1974 – 10. Mai 1979)
- Kelvin Felix (17. Juli 1981 – 15. Februar 2008, später Kardinal)
- Robert Rivas OP (15. Februar 2008 – 11. Februar 2022)
- Gabriel Malzaire (seit dem 11. Februar 2022)